# Amine (chimie)
Pour les articles homonymes, voir Amine.
Ne doit pas être confondu avec ammine.

Structure de l'ammoniac.

Une amine est un composé organique dérivé de l'ammoniac dont au moins un atome d'hydrogène a été remplacé par un groupe carboné. Si l'un des atomes de carbone lié à l'atome d'azote (N) fait partie d'un groupe carbonyle, la molécule appartient à la famille des amides. Découvertes en 1849 par Wurtz, les amines furent initialement appelées « alcaloïdes artificiels ».
On parle d'amine primaire, secondaire ou tertiaire selon qu'il y a un, deux ou trois radicaux (ou groupes) liés à l'atome d'azote.
| Amine primaire | Amine secondaire | Amine tertiaire |
| -------------- | ---------------- | --------------- |
| primary amine  | secondary amine  | tertiary amine  |

Par exemple, la triméthylamine est une amine tertiaire, de formule N(CH3)3 car trois groupes méthyle sont liés à l'azote.

## Nomenclature
Si le groupe amine est prioritaire, la molécule comprend le suffixe « -amine ». Sinon, elle possède le préfixe « amino- ».
On les nomme comme des alcanamines substituées sur l'atome N : ainsi la triméthylamine (ancienne nomenclature) est la N,N-diméthylméthanamine (nom systématique IUPAC).

## Synthèses
Typiquement, les amines sont obtenues par alkylation d'amines de rang inférieur. En alkylant l'ammoniac, on obtient des amines primaires, qui peuvent être alkylées en amines secondaires puis amines tertiaires. L'alkylation de ces dernières permet d'obtenir des sels d'ammonium quaternaire.
D'autres méthodes existent :
- les amines primaires peuvent être obtenues par réduction d'un groupe azoture ;
- les amines peuvent aussi être obtenues par la réduction d'un amide, à l'aide d'un hydrure ;
- l'amination réductrice permet l'obtention d'amines substituées à partir de composés carbonylés (aldéhydes ou cétones) ;
- les amines primaires peuvent être obtenues par la réaction de Gabriel.

## Propriétés
La présence de l'atome d'azote est la cause des propriétés des amines. Cet atome présente un doublet non liant, ce qui donne aux amines un caractère basique et nucléophile.
Dans le cas d'amines primaires et secondaires, la liaison N-H peut se rompre, ce qui leur donne un (faible) caractère acide, pour réagir avec des bases très fortes, comme les organomagnésiens.

### Dans le monde vivant
Les amines sont ubiquitairement présentes, en premier lieu avec les acides aminés. La dégradation des acides aminés est source de composés aminés perceptibles par l'odorat humain ; bien connues dans le cas des odeurs d'amines méthylées libérées par la putréfaction d'animaux, et notamment les crustacés ou poisson (triméthylamine).
Beaucoup de neurotransmetteurs sont des amines, dont l'épinéphrine, la norépinéphrine, la dopamine, la sérotonine ou l'histamine.
Les groupes amine protonés (–NH3+) sont les fractions de protéines les plus fréquemment chargés positivement, en particulier avec l'acide aminé lysine.
L'ADN est un polymère anionique généralement lié à diverses protéines riches en amines.
En outre, l’ammonium primaire chargé en fin de chaîne sur la lysine peut former un pont avec des groupes carboxylate d’autres acides aminés dans certains polypeptides ; c'est l’une des principales sources d'influences des structures tridimensionnelles des protéines.

## Typologie
En plus des amines primaires, secondaires ou tertiaires, on distingue les amines aliphatiques des amines aromatiques :
- les amines aromatiques présentent un ou plusieurs groupes phényle, qui rend difficile leur solubilité dans l'eau et dans le mucus nasal, ce groupe étant encombrant et apolaire ;
- les amines aliphatiques ont une structure linéaire ou ramifiée, et dégagent une odeur très forte. La cadavérine et la putrescine, par exemple, sont présentes dans la mauvaise haleine et dans l'urine.

## Les amines en milieu de travail (ressource externe)
Les amines sont des composés organiques largement utilisés dans l’industrie et un récent rapport de recherche de l’Institut de recherche Robert-Sauvé en santé et en sécurité du travail (IRSST) a permis d’identifier les amines les plus susceptibles d’être retrouvées en milieu de travail québécois.
Les problèmes de santé pouvant se développer chez les travailleurs surexposés sont diversifiés, allant de l’irritation cutanée au cancer. Les chercheurs de l'IRSST ont repéré un réactif qui permet de prélever simultanément trois amines différentes et d'en faire une analyse quantitative. Ils veulent poursuivre la mise au point de cette méthode analytique en utilisant le même réactif afin de recueillir et analyser une dizaine d'amines. Au terme de cette activité, l'IRSST disposera d'une méthode originale et validée d'échantillonnage et d'évaluation globale des amines, ce qui lui permettra de répondre aux demandes des intervenants en prévention. Cet outil permettra de mieux évaluer les risques de l'exposition professionnelle aux amines dans les entreprises.